# 87th Infantry Division (Vereinigte Staaten)
Die 87th Infantry Division (deutsch 87. US-Infanteriedivision) war ein Großverband der US-Army.

## Geschichte

### Erster Weltkrieg
Die Division wurde am 25. August 1917 in Arkansas aufgestellt. Sie kam als Teil der American Expeditionary Forces im September 1918 nach Frankreich, wo die Division jedoch nicht in Kämpfe verwickelt war. Im Januar 1919 kehrte die Division in die Vereinigten Staaten zurück, wo sie wenig später demobilisiert wurde.

### Zweiter Weltkrieg

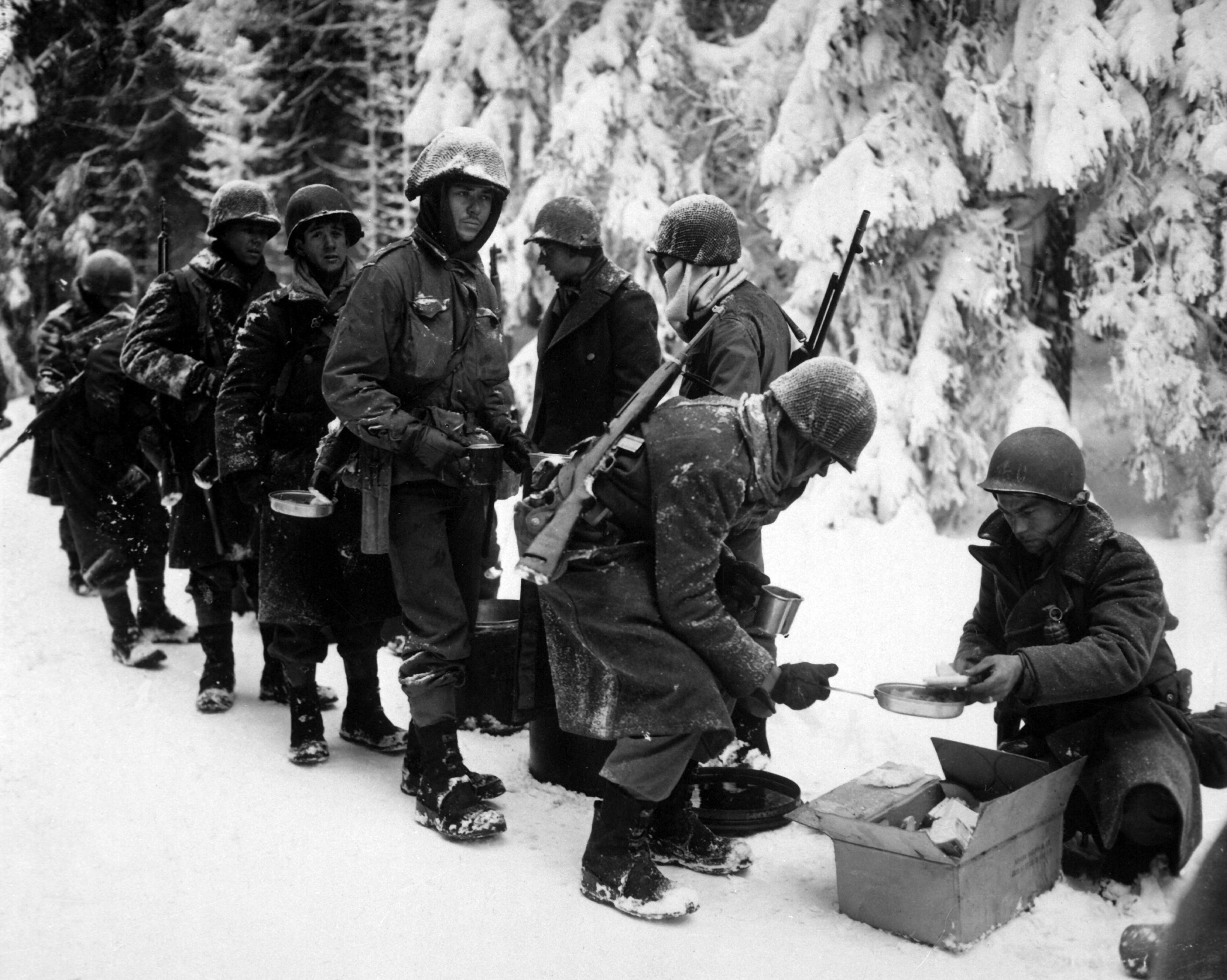
Soldaten der 87th Infantry Division nehmen Nachschub in Form von Nahrung auf. Aufgenommen bei La Roche, Belgien im Januar 1945

1921 wurde die Division als Reserveverband erneuert, zu einer richtigen Reaktivierung kam es erst im Dezember 1942. Im Oktober 1944 kam die Division nach Großbritannien, um sich weiter auf den Einsatz an der Westfront vorzubereiten. Anfang Dezember landete die 87th Infantry Division an der Kanalküste an, von dort aus ging es in Richtung Metz zur 3. Armee. Am 8. Dezember kapitulierten die restlichen Besatzungen der Feste Kronprinz vor der Division. Danach rückte die Division bis zur Grenze des Deutschen Reichs an der Saar vor. Dort wurden für kurze Zeit Rimling, sowie Obergailbach und der Erchinger Ortsteil Guiderkirchen befreien.
Zu Beginn der Ardennenoffensive lag die Einheit dann in Reserve, ab Ende Dezember nahm sie dann an den Kämpfen teil. Dabei wurden Moircy am 30. Dezember, Remagne am 31. Dezember und Anfang Januar 1945 Gérimont und Tillet besetzt werden. Am 15. Januar kam die Division nach Luxemburg, um dort die 4th Infantry Division zu ersetzen. Dort wurde am 23. Januar Wasserbillig befreit. Danach war man an der Befreiung der Stadt Sankt Vith beteiligt. Nach weiteren Einsätzen in derselben Region wurde mit der Besetzung von Neuendorf am 9. Februar das Reichsgebiet erreicht. Ende Februar wurden bei nächtlichen Angriffen Ormont und Hallschlag eingenommen. Nach der Überschreitung der Kyll, einem Nebenfluss der Mosel, am 6. März wurde Dollendorf am 8. März erobert. Am 18. und 19. März eroberte die 87th Infantry Division Koblenz und überquerte wenig später über eine Pontonbrücke bei Boppard den Rhein. Danach wurden Großenlinden und Langgöns erobert. In Langgöns wurde ein Polizist von Soldaten der Division verhaftet, der zuvor drei abgeschossene Mitglieder der USAF erschossen hatte. Anfang April rückte man weiter in den Osten nach Sachsen vor. Am 16. April wurde Plauen, das zuvor Ziel mehrerer Luftangriffe der Alliierten war, kampflos an die Division übergeben. Die dort vorgefundenen Maschinen, u. a. die der VOMAG, wurden demontiert. Am 20. April konnte die Grenze zur Tschechoslowakei erreicht werden, die jedoch nicht überschritten wurde. Am 6. Mai wurde Falkenstein besetzt, wo die Division das Kriegsende zwei Tage später, am 8. Mai, erlebte. Das eroberte Gebiet im Osten Deutschlands wurde wenig später geräumt und der Roten Armee übergeben. Im Juli 1945 kehrte die Division in die USA zurück, von wo aus sie für die geplante Invasion Japans verwendet werden sollte. Dieses Unternehmen wurde aufgrund der Kapitulation Japans Anfang September nicht mehr umgesetzt. Die erneute Demobilisierung der Division erfolgte noch 1945.
Während des Kriegs starben 1154 Soldaten der Division im Kampf, 4342 wurden verwundet.

### Nachkriegszeit
Die Division wurde bereits 1946 wieder als Teil der Armeereserve reaktiviert. Der 87th Reconnaissance Troop wurde ein eigenständiger Verband und existiert als 173rd Airborne Brigade Combat Team bis heute. 1954 wurde die reaktivierte Division wieder aufgelöst. Als 87th Army Reserve Support Command wurde der Verband 1993 wieder aufgestellt; 2015 wurde auch diese Einheit deaktiviert.

## Organisation
Die Division umfasste im Zweiten Weltkrieg folgende Einheiten:
- 345th Infantry Regiment
- 346th Infantry Regiment
- 347th Infantry Regiment
- 87th Reconnaissance Troop
- 312th Engineer Combat Battalion
- 312th Medical Battalion
- Division Artillery
  - 334th Field Artillery Battalion
  - 335th Field Artillery Battalion
  - 336th Field Artillery Battalion
  - 912th Field Artillery Battalion
- Special Troops
  - 549th AAA Battalion
  - 787th Ordnance Light Maintenance
  - 87th Quartermaster Company
  - 87th Signal Company
  - Military Police Platoon
  - Band

## Divisionskommandeure
- Generalmajor Samuel D. Sturgis (ab 25. August 1917)
- Brigadegeneral Robert Campbell Van Vliet (ab 13. November 1917)
- Oberst John O’Shea (ab 6. Oktober 1918)
- Generalmajor Samuel D. Sturgis (ab 23. Oktober 1918)
- Brigadegeneral W. F. Martin (22. November 1918-Januar 1919)
- Generalmajor Percy W. Clarkson (Dezember 1942-Oktober 1943)
- Generalmajor Eugene M. Landrum (Oktober 1943-April 1944)
- Generalmajor Frank L. Culin (April 1944–September 1945)